# Uritrottoir

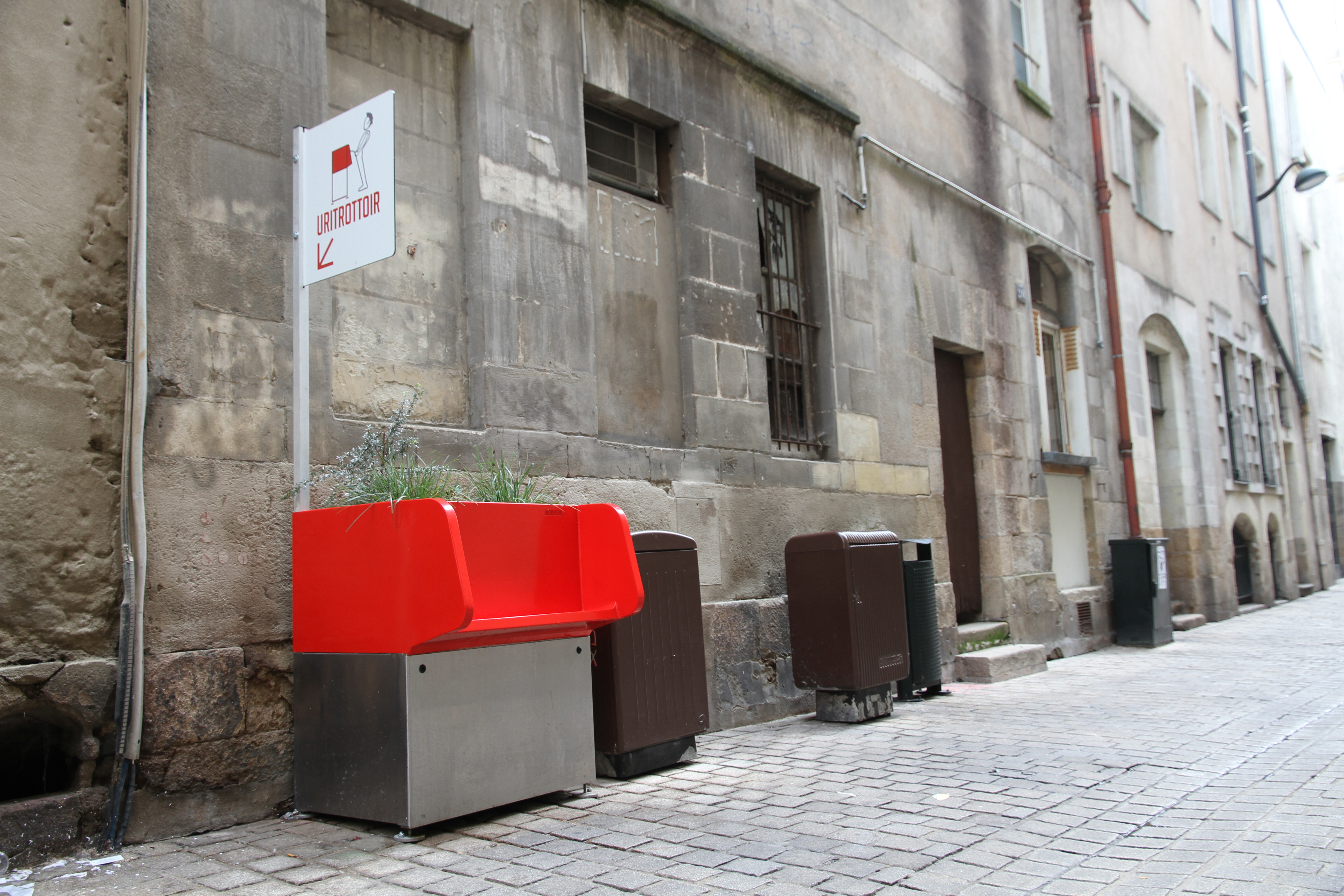
Uritrottoir rue de la Blèterie à Nantes.

Un uritrottoir est un urinoir public écologique (famille des toilettes sèches) destiné aux hommes et aux femmes équipées d'un « pisse-debout » [réf. nécessaire]. 
Cet équipement sanitaire est destiné à lutter contre les incivilités urinaires en ville.

## Dispositif

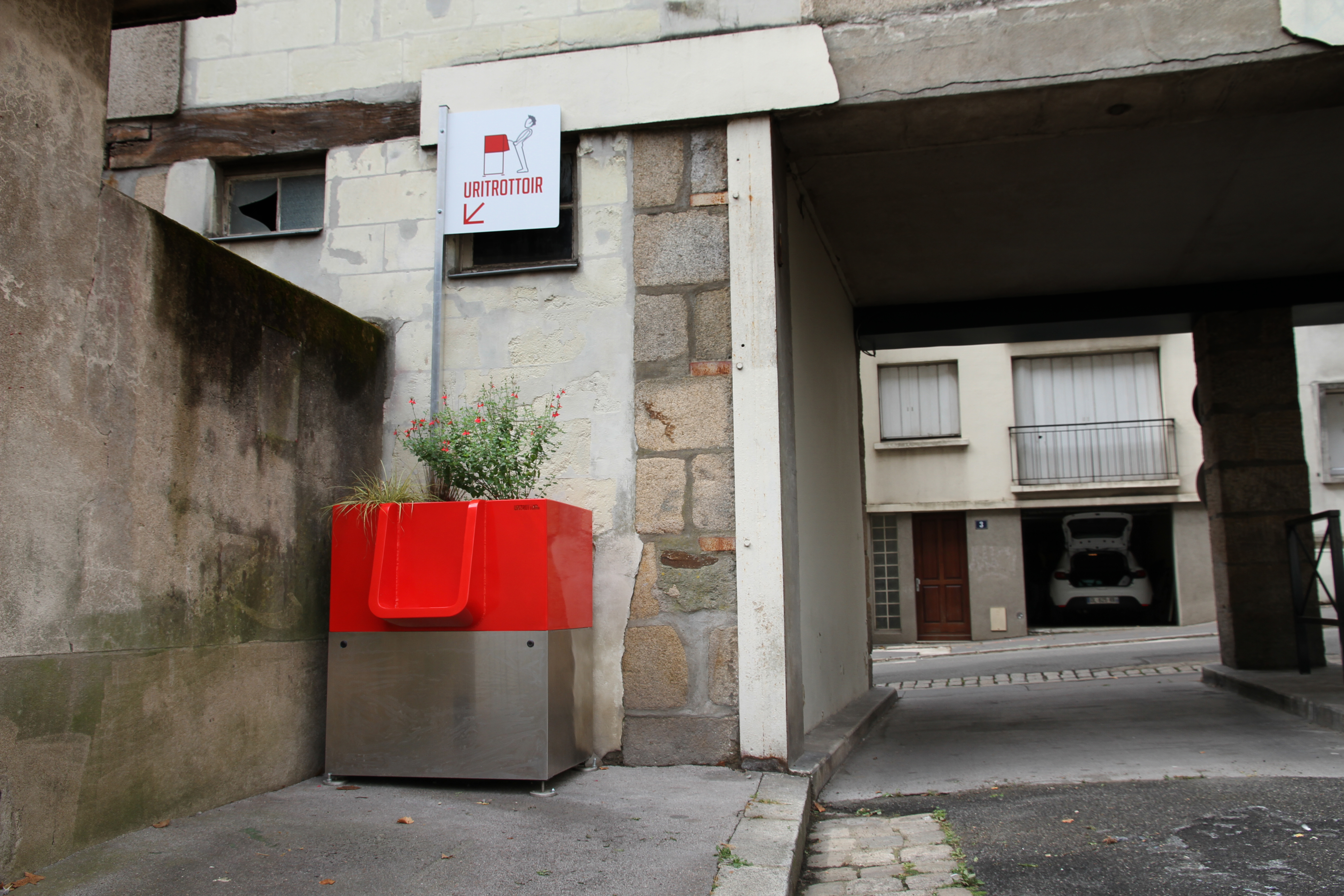
Uritrottoir, rue Montaudouine à Nantes.

Il s'agit d'un urinoir, disposé sur la voie publique, comportant un bac inférieur (polyéthylène ou aluminium) contenant de la matière sèche (paille, sciure, broyat, copeaux de bois), ce qui permet d'éviter la production d'odeurs d'ammoniac (ammoniac produit par l'urine au contact de l'oxygène de l'air). Le mélange obtenu est un fumier, qui pourra être composté sur une plateforme de compostage.
Les bacs contentant de la matière sèche sont optionnels.
Écologique, le procédé permet, après un an environ, une réutilisation du compost sous forme d'amendement, sauf quand celui ci n'est pas équipé de matière sèche.
Le dispositif permet aussi la récupération des urines par pompage.
Le stockage des urines peut être réalisé dans un réservoir intermédiaire, installé à proximité de la zone de collecte, pour optimiser la logistique. Collectées par un camion-pompe, ou comme à Nantes pour chaque urinoir il y a deux passages de véhicule thermique équipé de groupe électrogène, le premier passage pour pomper l'urine (pas de matière sèche) et un second passage pour le nettoyage.les urines peuvent aussi être nitrifiées (procédé qui permet de produire un engrais naturel concentré en réduisant le volume des urines, tout en conservant l'azote et le phosphore utiles aux plantes - fertilisant du type Aurin).

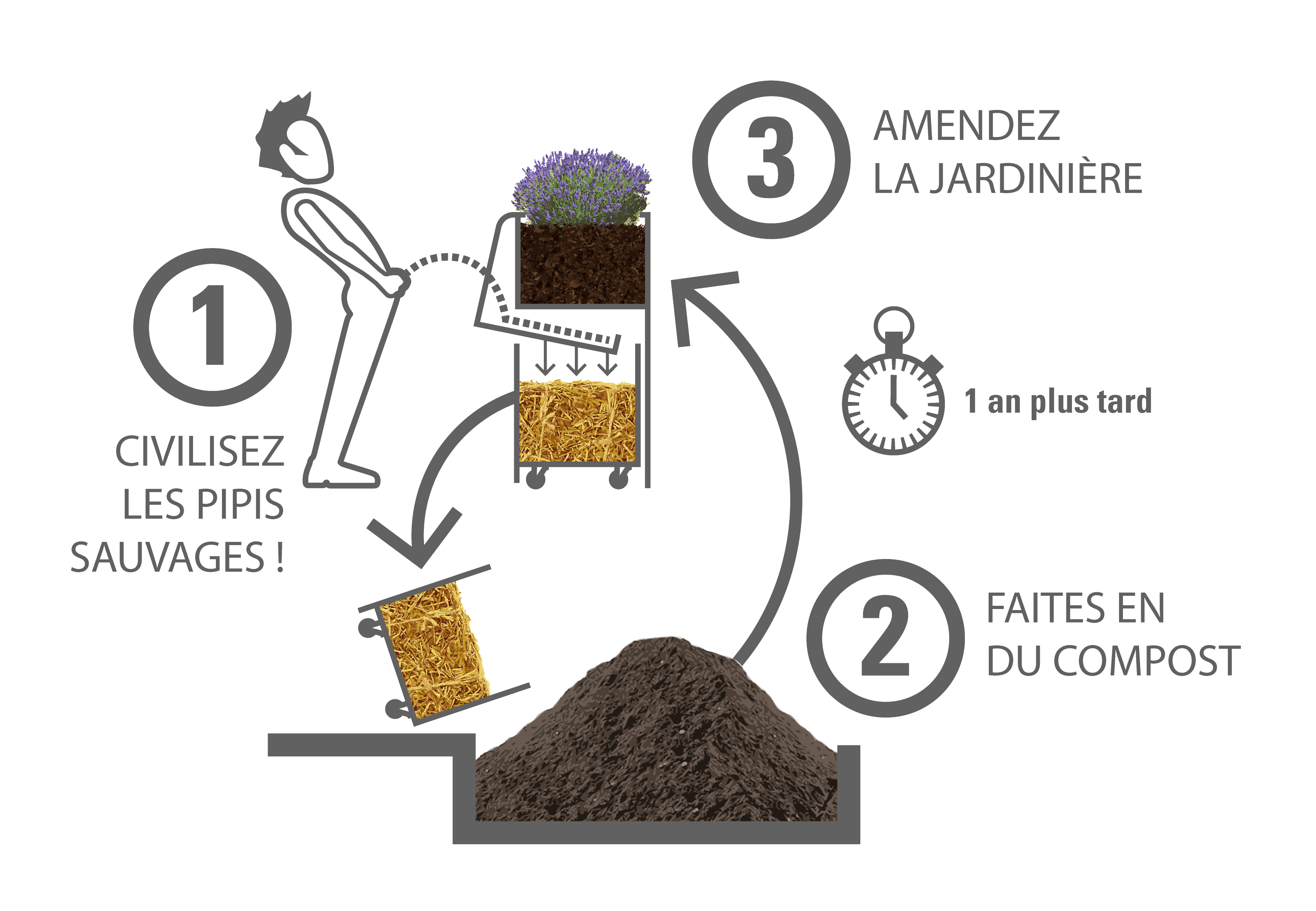
Valorisation sous forme de compostage.

L'agriculture conventionnelle est actuellement dépendante des engrais de synthèse, tels que l'ammonitrate (à base de nitrate d'ammonium). Des dispositifs sélectifs de collecte des urines préfigurent une nouvelle filière circulaire de production d'engrais.
L'expérimentation actuelle[évasif] de collecte des urines publiques avec l'uritrottoir concerne l'horticulture ornementale (pépinières municipales ou privées).
Il existe différents modèles qui permettent de respecter la pudeur en s'adaptant au contexte dans lequel il est installé : grands paravents (modèle XL), modèle d'angle (Corner), modèle étroit (Bock)
À Paris sur l'Île Saint-Louis, en août 2018, le choix par les services techniques de la mairie de Paris d'installer un modèle Pinte, sans concertation, le long du quai d'Anjou, sur un linéaire, sans recoins, a fait l'objet d'une polémique car l'intimité de l'utilisateur n'était pas assez préservée. Il est important de noter que le choix du modèle, le lieu d'installation, l'interaction et l'écoute des conseils des riverains, doivent faire l'objet d'un soin tout particulier.
A Nantes les riverains n'ont pas été consultés. Certaines sont accolés à des immeubles d'habitation, sans matière sèche, l'odeur d'ammoniaque est présente.
La mairie refuse leur changement d'emplacement.
Le réservoir de l'uritrottoir est surmonté d'une jardinière parfois fleurie, pour faciliter son intégration dans l'espace public, pour tenter de dissimuler, par la végétation, autant que possible.

L'uritrottoir peut être doté d'une sonde connectée, qui permet à l'exploitant de connaître, en temps réel, le niveau de remplissage du réservoir. Cette sonde transmet l'information à un serveur-calculateur doté d'une interface de supervision accessible par le web. Cette interface permet à son utilisateur (collectivité, exploitant privé..) de gérer l'ensemble de la flotte des Uritrottoirs et de pouvoir anticiper-optimiser la logistique pour procéder au vidage, au meilleur moment, (85%-95%) c'est-à-dire avant qu'ils ne débordent et suffisamment pleins pour que le geste de vidage soit efficient. L'interface transmet des sms et des emails d'alerte, selon la côte d'alerte prédéfinie, et propose, quotidiennement, une carte optimisée des parcours de vidage pour l'opérateur chargé de la vidange.

## Implantation
L'implantation d'uritrottoirs, dans une ville, nécessite une concertation avec les riverains :
- Sélection des rues les plus malodorantes de la ville
- Expérimentation-observation de quelques mois
- Recherche d’un consensus (implantation à l'endroit des flaques d'urine, à l’abri des regards)
- Possibilité de déplacer le dispositif, si nécessaire (boîte fixée au sol ; pas de travaux lourds)
- Constater la disparition des odeurs et des flaques d'urine
- Consensus pour conserver l'emplacement, ou déplacement

Les uritrottoirs sont expérimentés à Nantes (8 dispositifs) et à Locminé. En 2018, cinq uritrottoirs sont installés à Paris ; les deux premiers ont été installés, pour la SNCF, en janvier 2017, à Paris-Gare-de-Lyon.

## Fabrication
Les uritrottoirs sont fabriqués en France à Saint-Nazaire. Les créateurs de l'uritrottoir sont Victor Massip et Laurent Lebot[réf. nécessaire], designers industriels, écoconcepteurs, spécialistes des nudges, fondateurs de l'agence de design industriel Faltazi, basée à Nantes, membre du RAE, réseau d'assainissement écologique http://www.rae-intestinale.fr
Les Uritrottoirs sont les grands frères des Uritonnoirs (urinoir-entonnoirs fixès sur des bottes de paille et utilisés principalement en festival et en fond de jardin)[réf. nécessaire].

## Critiques
On ne comprend pas bien le sens des vandalismes parisiens du mois d'aout 2018, car, à Paris, il n'y a jamais eu de restriction du nombre de toilettes mixtes, bien au contraire. Elles doivent atteindre, bientôt, le nombre de 450 (sanisettes Decaux) tout en étant complétées par des Uritrottoirs et autres urinoirs lorsque c'est pertinent (évènement ponctuel, nuisance nocturne quotidienne, plaintes et demandes des riverains, des commerçants...).
Les effets collatéraux de l'installation des Uritrottoirs en complément des sanisettes et autres toilettes (privées et publiques) sont positifs pour les femmes car ils réduisent les files d'attente dans les bars-restaurants, dans les toilettes publiques. Les Uritrottoirs réduisent, aussi, les problèmes de propreté dans ces toilettes sont partagées par Madame et Monsieur.
En ville, les femmes doivent souvent consommer dans un bar pour pouvoir uriner.
 Pourtant, il existe des urinoirs féminins. En Occident, on apprend généralement aux femmes à s’asseoir ou à s’accroupir pour uriner. Par suite, beaucoup d’entre elles ignorent la façon de diriger leur jet d’urine qui leur permettrait de faire pipi debout et d’utiliser un urinoir masculin ; elles peuvent avoir recours à un ustensile, l'urinette ou pisse-debout. Sinon, différents types d’urinoirs féminins ont été conçus pour lesquels l’utilisatrice n’a pas besoin de diriger le jet urinaire. Une femme peut utiliser ce type d’urinoir en position semi-accroupie, dos vers le mur, sans avoir besoin de diriger le jet d'urine.
Les cloisons de part et d'autre ne sont pas suffisamment grandes pour isoler la personne des passants. L'homme doit s'assurer que son pénis ne sera pas visible avant d'utiliser l'uritrottoir, faute de quoi l’infraction d’exhibition sexuelle, réprimée par le code pénal  serait constituée.
Le système n’est pas encore au point sur l'écologie, la collecte peut être réalisé avec une voiture thermique avec une remorque citerne  et le pompage avec un groupe électrogène. Le nettoyage est fait par un deuxième passage de véhicule thermique équipe d'un groupe électrogène.

## Autres dispositifs similaires
D’autres mobiliers urbains écologiques intégrant la collecte d’urine ont été développés en France, dans une démarche comparable à celle des uritrottoirs. L’entreprise Ti’Pi, basée au Pays basque, conçoit des urinoirs sans eau adaptés à l’espace public, notamment sous forme de bornes ou de mobiliers en polypropylène. Ces dispositifs permettent la collecte de l’urine en vue de sa valorisation agricole ou expérimentale, tout en assurant accessibilité, hygiène et intégration paysagère.
Des installations ont notamment été expérimentées à Bordeaux, à Saint-Jean-de-Luz ou sur des événements publics comme des festivals,,.